# Хънтингтън Парк (Калифорния)
Хънтингтън Парк (на английски: Huntington Park) е град в окръг Лос Анджелис в щата Калифорния, САЩ. Хънтингтън Парк е с население от 61 348 жители (2000) и обща площ от 7,85 км² (3,03 мили²). Хънтингтън Парк е кръстен на индустриалеца Хенри Хънгтинтън и получава статут на град през 1906 г.

## Личности
- Членовете на групата Слейър